# Chañaral (kommun i Chile)
Chañaral är en kommun i Chile.   Den ligger i provinsen Provincia de Chañaral och regionen Región de Atacama, i den norra delen av landet, 800 km norr om huvudstaden Santiago de Chile.
Trakten runt Chañaral är ofruktbar med lite eller ingen växtlighet. Runt Chañaral är det mycket glesbefolkat, med 2 invånare per kvadratkilometer.